# Pštinské panství
Pštinské panství nebo Pštinské knížectví (polsky Księstwo Pszczyńskie, německy Herzogtum Pleß) bylo slezské stavovské panství a později knížectví v Horním Slezsku kolem města Pština.

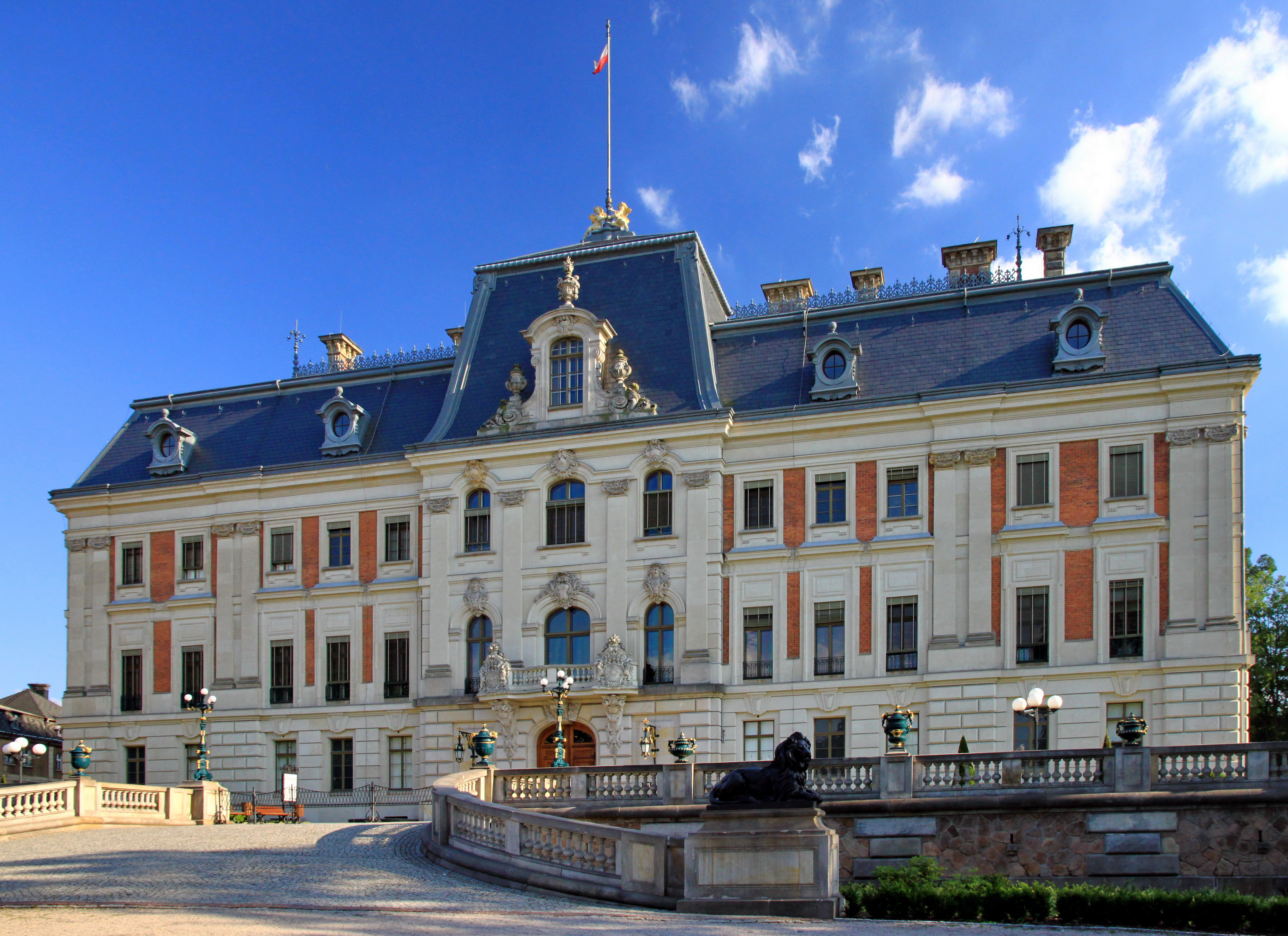
Zámek Pszczyna

Původně byla země kolem Pštiny součástí Malopolska, ale v roce 1178 daroval území polský král Kazimír II. Spravedlivý slezskému knížeti Měškovi I. Křivonohému, který je připojil ke svým knížectvím Opolsku a Ratibořsku. Jeho potomek Lešek Pštinský se poddal roku 1327 českému králi a knížectví se stalo součástí zemí koruny české. Poté bylo krátkou dobu pod přímou vládou Přemyslovců. V letech 1412 až 1452 území vládla hraběnka Helena, sestra Vladislava II. Jagella, a po poté do roku 1462 vládla její neteř. Po ní následoval Viktorín z Poděbrad. 
Roku 1517 území od knížete Kazimíra koupil za 40 000 zlatých Alex Thurzo, který dosáhl jeho povýšení na svobodné stavovské panství "status maior", ale již roku 1545 je prodal vratislavskému biskupovi Baltazarovi z Promnic, který zde zbudoval renesanční zámek. Za Erdmanna II. z Promnic hudbu na zámku provozovala kapela, kterou vedl Georg Philipp Telemann a na panství bylo objeveno a těženo černé uhlí. Říšský hrabě Johann Erdmann z Promnic držel Pštinu v letech 1745-1765 a předal panství darem synovi své sestry, knížeti Fridrichu Erdmannovi von Anhalt-Köthen. 
Rodina Augusta Ludwiga z Anhalt-Kőthen vymřela roku 1847 a panství přešlo na synovce Jana Jindřicha X. z Hochbergu, který roku 1848 dosáhl povýšení na knížectví.